# Riola Sardo
Riola Sardo (Arriòra in sardo) è un comune italiano di 1 991 abitanti della provincia di Oristano in Sardegna.
Centro agricolo della regione del Campidano di Oristano, sorge su una modestissima elevazione a sud delle rive del Rio Mare Foghe, importante tributario dello stagno di Cabras.

## Storia
L'area fu abitata già in epoca prenuragica e nuragica, per la presenza nel territorio di costruzioni e sepolture, e di numerosi nuraghi.
Nel medioevo appartenne al giudicato di Arborea e fece parte della curatoria del Campidano di Oristano. Alla caduta del giudicato (1420) entrò a far parte del Marchesato di Oristano, e alla definitiva sconfitta degli arborensi (1478) passò sotto il dominio aragonese, ove divenne un feudo regio. 
Nel XVIII secolo venne incorporato nel marchesato d'Arcais, feudo dei Flores Nurra, ai quali venne riscattato nel 1839 con la soppressione del sistema feudale.
Nel territorio di Riola Sardo esisteva un altro paese, Villamaiore, che andò distrutto ma che aveva una certa importanza in epoca medievale.

### Simboli
Lo stemma e il gonfalone del Comune di Riola Sardo sono stati concessi con decreto del presidente della Repubblica del 6 aprile 2005.
(D.P.R. 06.04.2005)
Il gonfalone è un drappo di giallo con la bordatura di azzurro.

## Monumenti e luoghi d'interesse

### Architetture religiose

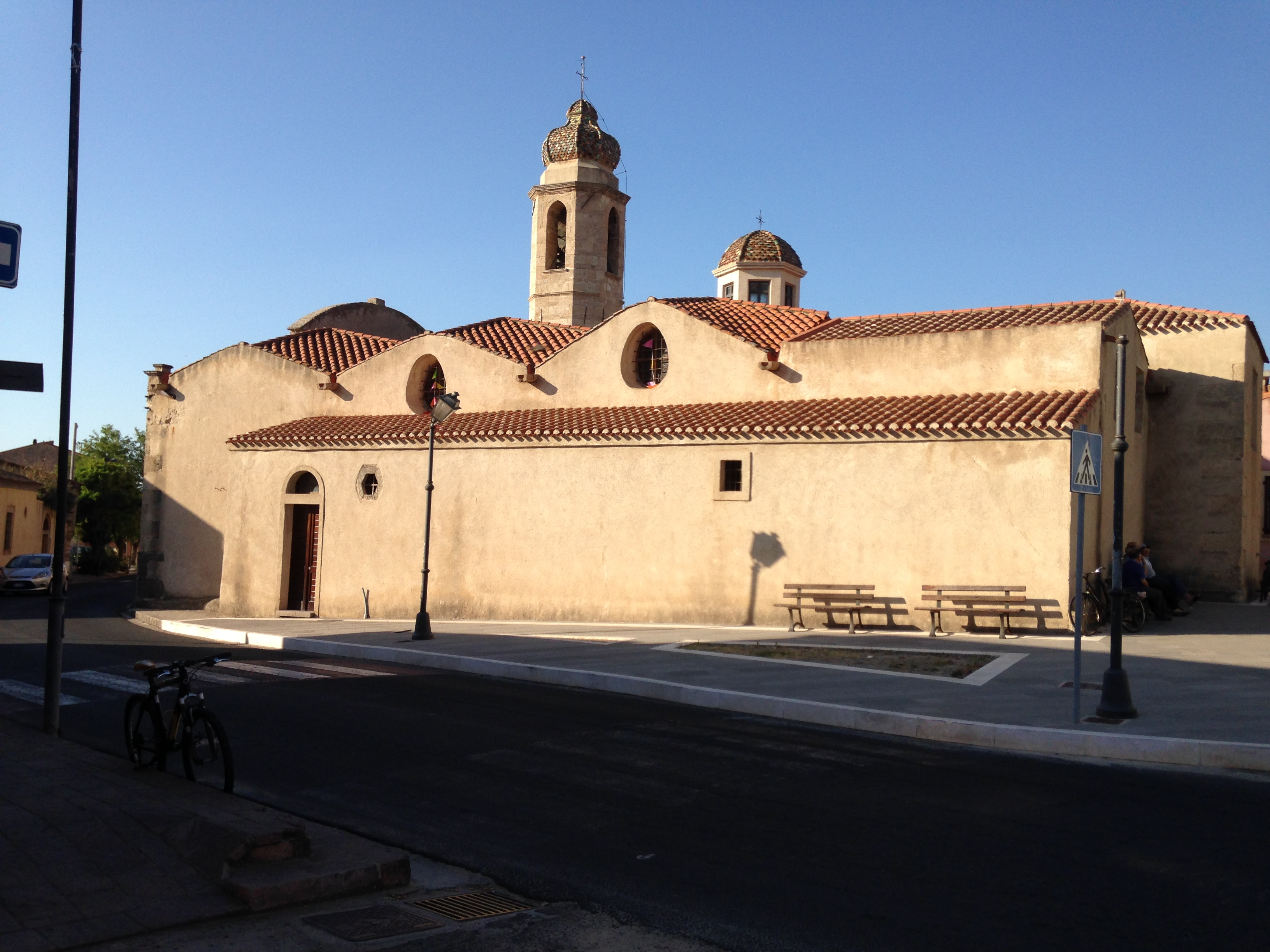
La chiesa parrocchiale del paese

Nella periferia est del paese sono visibili i ruderi dell'antica chiesa parrocchiale di Santa Corona, di recente attribuita ai Templari, la cui data di edificazione non è certa, ma è certo che nel XII secolo esisteva già, quindi è stata sicuramente costruita fra il 1100 e il 1200 (vedasi il paragrafo apposito).
Nel paese sono interessanti la settecentesca Casa di Carta, una delle più tipiche abitazioni dell'architettura civile oristanese di quel periodo, e la chiesa parrocchiale di San Martino (secolo XVI). La chiesa di San Martino, che è attualmente in uso, è stata costruita su una precedente costruzione in stile romanico nel XVI secolo, il campanile che vi sorge a fianco è stato invece aggiunto nel XVII secolo. Di particolare rilevanza all'interno della chiesa di San Martino sono il crocifisso ligneo del settecento a grandezza naturale, e le due acquasantiere scolpite in pietra. Da notare anche una piccola acquasantiera nella sacrestia, sulla quale si legge chiaramente la data 1777.

#### Chiesa di Santa Corona
Il nome originale di questa chiesa è Sancta Corona de Rivora (o d'Errivora). Di essa non si conosce con certezza la data di costruzione, ma un documento ecclesiastico medievale di recente ritrovamento dimostra che questa chiesa esisteva già nel XII secolo, ed era anche molto importante. Secondo recenti studi la chiesa è stata edificata dai Templari, e ad essi apparteneva nel Medioevo.
La dimostrazione della appartenenza ai Templari è data da diversi elementi. In un antico documento medievale per una donazione, si cita il presbitero della Sancta Corona de Rivora, che nello stesso documento è definito col grado di "capitano": l'attribuzione dei gradi militari anche ai religiosi, è una peculiarità dei Templari. La presenza di un sacerdote che allo stesso tempo militare è dunque un chiaro indizio. Inoltre nel documento medievale, la chiesa di Santa Corona viene definita "tempio", anche questo è un aspetto tipico dei templari. Il nome stesso della chiesa, Sancta Corona, si lega ad un culto che è particolarmente connesso con la Terra santa.
L'attribuzione ai Templari è comprovata anche dai numerosi simboli presenti nelle decorazioni della chiesa. Molti di questi simboli sono oggi visibili fra le vie del paese, in quanto parti della chiesa sono state riutilizzate per decorare le facciate delle case, dopo che la chiesa fu abbandonata e iniziò a crollare.
Dai pochi documenti risaliti fino a noi risulta che la chiesa necessitava di importanti opere di restauro già nel XV secolo. La chiesa fu poi completamente ristrutturata nel XVII secolo, e infine nel XX secolo venne del tutto abbandonata.
La chiesa di Santa Corona è stata infatti misteriosamente abbandonata e lasciata crollare a partire dagli anni trenta. Di essa si conservano solo alcune parti, e la maggior parte delle decorazioni caratteristiche sono state portate via negli anni. Ben conservato è rimasto solo un annesso alla navata centrale, che è stato aggiunto in data molto posteriore alla costruzione della chiesa. Della navata centrale rimangono solo la parte di fondo e la parete destra, con ancora visibili alcune nicchie in arenaria, di cui un'ad arco con delle colonne decorate ai lati.
Dal 2009 i ruderi della chiesa si trovano finalmente in fase di restauro. Il comune ha iniziato un'opera di rivalorizzazione dell'area e Santa Corona è stata inserita in un piano di restauro finanziato con fondi regionali ed europei.
A Riola esiste una statuetta di Santa Corona, vergine e martire. Il nome Corona equivale a Stefania.

## Società

### Evoluzione demografica
Abitanti censiti

### Lingue e dialetti
La variante del sardo parlata a Riola Sardo è il campidanese oristanese.

### Tradizioni e folclore

Il gonfalone comunale

#### Feste
Il santo patrono del paese è San Martino e si festeggia l'11 novembre, usualmente celebrato principalmente con riti religiosi, ma anche con la degustazione delle castagne arrosto che si tiene nella piazza del mercato la sera della festa. La notte si San Martino, come da tradizione, gruppi di giovani passano per il paese a mettere fasci di canne di fronte ai portoni delle case dei bevitori, oppure del mosto d'uva sulle loro automobili.
I festeggiamenti civili più importanti sono dedicati a Sant'Anna il 26 luglio di ogni anno. La festa di Sant'Anna attrae numerose persone nel paese, soprattutto per la famosa "Ruota" di fuochi d'artificio (S'Arroda 'e Sant'Anna). La "Ruota" prende il nome dall'antico spettacolo pirotecnico, che si teneva decenni fa, e che consisteva in una grande ruota piena di petardi e fuochi d'artificio.
Nei mesi estivi nel Parco dei Suoni (progetto di recupero e riutilizzo di una cava di arenaria dismessa) si svolgono diverse manifestazioni culturali e musicali.
Nel mese di novembre a cura della locale Pro Loco si svolge nelle vie del centro storico del paese la manifestazione Sapori Antichi dove si tende a far assaggiare ai visitatori i vecchi sapori della cucina tradizionale locale
La seconda settimana di settembre si tiene inoltre il Motoraduno Internazionale della Vernaccia, che attrae molti motociclisti dall'Italia e dall'Europa.
Nel mese di febbraio si svolgono a Riola Sardo presso il crossodromo comunale (uno dei pochi impianti su sabbia d'Europa) gli internazionali di motocross con la partecipazione di piloti e team di fama internazionale.

## Economia
Un tempo era importante la pesca nel vicino stagno di Mare Foghe, poi bonificato e trasformato attualmente in una sorta di ampio fiume dalle acque quasi immobili, come si nota dal ponte subito a nord dell'abitato. La tradizione della pesca continua però sia qui che nel non lontano stagno di Cabras e di Riola Sardo, visto che il comune ne possiede come specchio acqueo quasi la metà, oltre ad alcuni chilometri del fiume Rio Mare Foghe che apporta le acque dolci dello stagno permettendo ai muggini di crescere in acque meno salmastre.
Attualmente l'economia agricola si basa sulla coltivazione di frumento, riso, la vite, vitigni monospecifici di Vernaccia dai quali si produce l'omonimo vino Vernaccia, la Nieddera, il Cannonau, e il Vermentino; ortaggi, angurie e meloni famosi per crescere nel Sinis quasi senza l'apporto d'acqua frutta e in particolare e coltivato l'ulivo della qualità semidana, ottima per il particolare tipo di raccolta che si effettua con l'abbacchiatura con le canne.
È importante anche la produzione del pane casereccio fatto con grano duro prodotto in loco, e cotto negli antichi forni a legna.
Nel comune di Riola Sardo altra voce economica molto importante, che da lavoro nell'arco dell'anno a diverse famiglie, è l'attività agrituristica: il paese si trova a pochi chilometri dalle più belle spiagge del Sinis, con un territorio ricco di avifauna, soprattutto acquatica, visto che sono presenti nel territorio, oltre allo stagno di Cabras e Riola Sardo, anche diverse paludi perenni e parte della salina di Sale Porcus, dove stanzia il fenicottero rosa.